# Mehdi Kadri
Mehdi Kadri (en arabe : مهدي قادري) est un footballeur algérien né le 14 mars 1995 à Alger. Il évolue au poste de milieu droit au SKAF Khemis Miliana.

## Biographie
Il évolue en première division algérienne avec son club formateur, le RC Arbaâ, le MO Béjaïa et enfin le RC Relizane. Il dispute actuellement 31 matchs en inscrivant 3 buts en Ligue 1.

## Palmarès
MO Béjaïa
- Championnat d'Algérie D2 (1) :
  - Champion : 2017-18.